# Free Agents (serie televisiva 2011)
Free Agents è una serie televisiva statunitense, remake dell'omonima serie televisiva britannica andata in onda su Channel 4 nel corso del 2009.

## Trama
Alex ed Helen sono due dirigenti delle pubbliche relazioni che lavorano nello stesso ufficio. Tutti e due stanno uscendo da una relazione: Alex si è appena divorziato dalla moglie mentre Helen cerca di andare avanti dopo la morte del suo fidanzato. I due provano un'attrazione reciproca ed una notte, dopo essersi ubriacati, finiscono a letto assieme. Nonostante questo fanno finta che non sia successo nulla e cercano di essere professionali come sempre al lavoro. Intanto i loro colleghi faranno di tutto per convincerli a mettersi di nuovo in gioco per vivere una nuova relazione.

## Episodi
La serie è trasmessa in anteprima mondiale a partire dal 14 settembre 2011 sul canale NBC ed in contemporanea anche sul canale canadese CTV Two. Il 6 ottobre 2011 la NBC ha cancellato la serie, dopo la trasmissione del quarto episodio.
| Stagione       | Episodi          | Prima TV USA | Prima TV Italia |
| -------------- | ---------------- | ------------ | --------------- |
| Prima stagione | 13 (4 trasmessi) | 2011         | inedita         |

## Produzione
La NBC iniziò ad interessarsi al progetto dopo che il produttore esecutivo Todd Holland iniziò a sviluppare una versione statunitense della serie televisiva britannica Free Agents in collaborazione con il creatore originale Chris Niel e i produttori Nira Park, Kenton Allen e Matthew Justice nel settembre 2010. Nel febbraio 2011 la rete televisiva commissionò l'episodio pilota della serie.
L'attore Anthony Head è l'unico membro del cast originale ad apparire anche nel remake, recitando in entrambe le serie nel ruolo di Stephen, l'amministratore delegato dell'azienda.